# Zoo di Cracovia
Lo zoo di Cracovia (in polacco: Ogród Zologiczny w Krakowie) si trova a Cracovia ed è membro della European Association of Zoos and Aquaria e dell'Associazione Mondiale di zoo e acquari.

## Storia
La prima menzione di animali esotici tenuti a Cracovia risale al 1406, quando una coppia di leoni vi fu trasportata da Firenze.
Successivamente, nel Medioevo sulla collina di Wawel si trovava un serraglio reale, che ospitava scimmie, cammelli, leoni, leopardi e molte specie di roditori. Quando, nel 1596, il re Sigismondo III trasferì la capitale della Polonia da Cracovia a Varsavia, il serraglio conobbe un periodo di declino. Nel XVIII e XIX secolo furono istituiti numerosi altri serragli privati in varie parti di Cracovia, finché gli attivisti della sezione di Cracovia della Società polacca dei naturalisti Copernico pensarono a creare un giardino zoologico a Cracovia e di localizzarlo a Las Wolski, vicino al monastero eremita camaldolese di Bielany.
L'apertura dello zoo avvenne il 6 luglio 1929, alla presenza del presidente della Polonia Ignacy Mościcki. Il giorno dell'inaugurazione, lo zoo era in possesso di 94 mammiferi, 98 uccelli e 12 rettili. Antoni Koziarz fu nominato primo direttore dello zoo di Cracovia e mantenne questa posizione fino al 1966.
Durante la seconda guerra mondiale, lo zoo si trovò sotto l'amministrazione tedesca e molti degli animali tenuti nello zoo furono trasferiti in altri giardini zoologici in Germania.
Attualmente, lo zoo contiene 1.500 animali che rappresentano 260 specie,  occupa un'area di quasi 17 ettari e il numero annuo di visitatori ammonta a 300.000. Il programma di allevamento dello zoo ha portato nel 2014 alla nascita di un condor andino. Altri animali nati in cattività nello zoo sono: lupi dalla criniera, leopardi delle nevi, leopardi, giaguari, fennec, caracal, gatti selvatici europei, linci settentrionali, cusco terricolo, cercocebo dal ciuffo, scimpanzé, lar e uistitì dai pennacchi bianchi.

## Galleria d'immagini

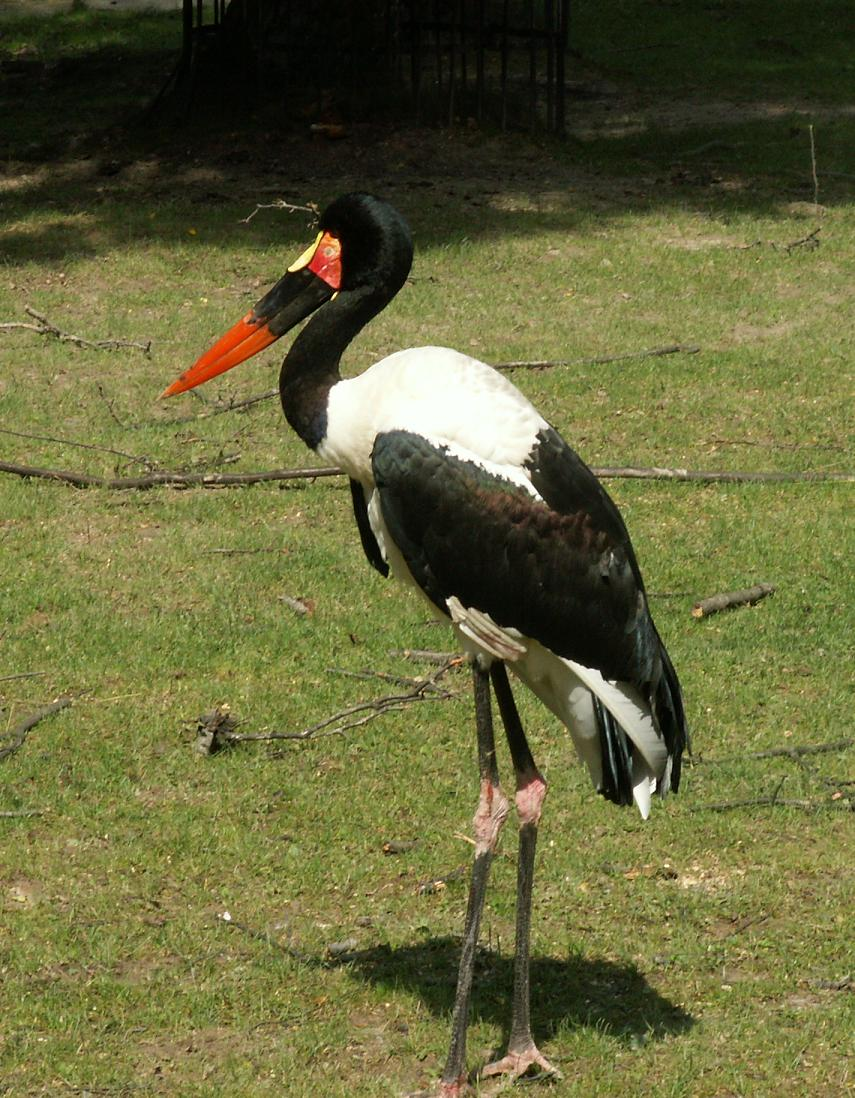
Becco a sella africano
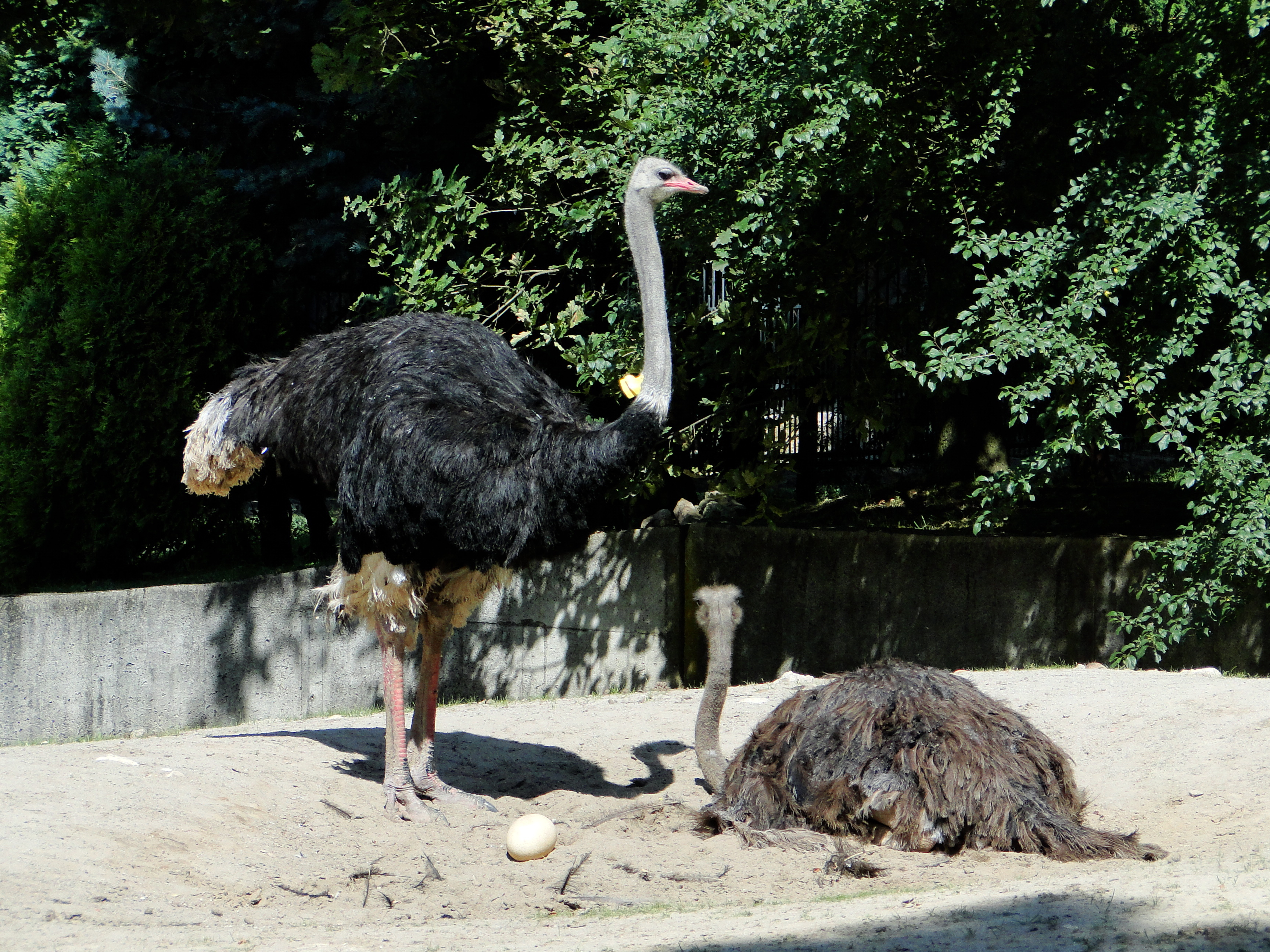
Struzzi
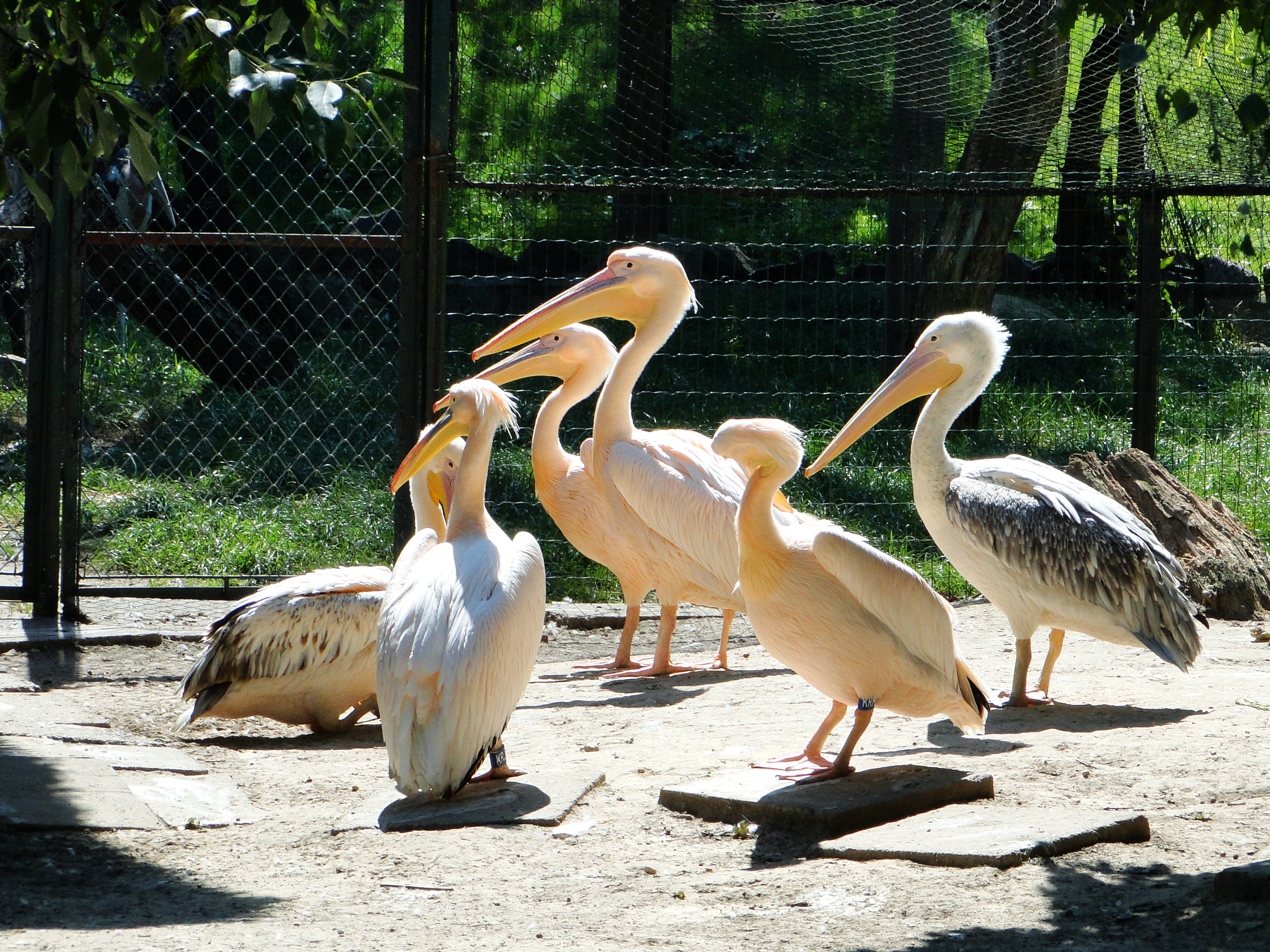
Pellicani
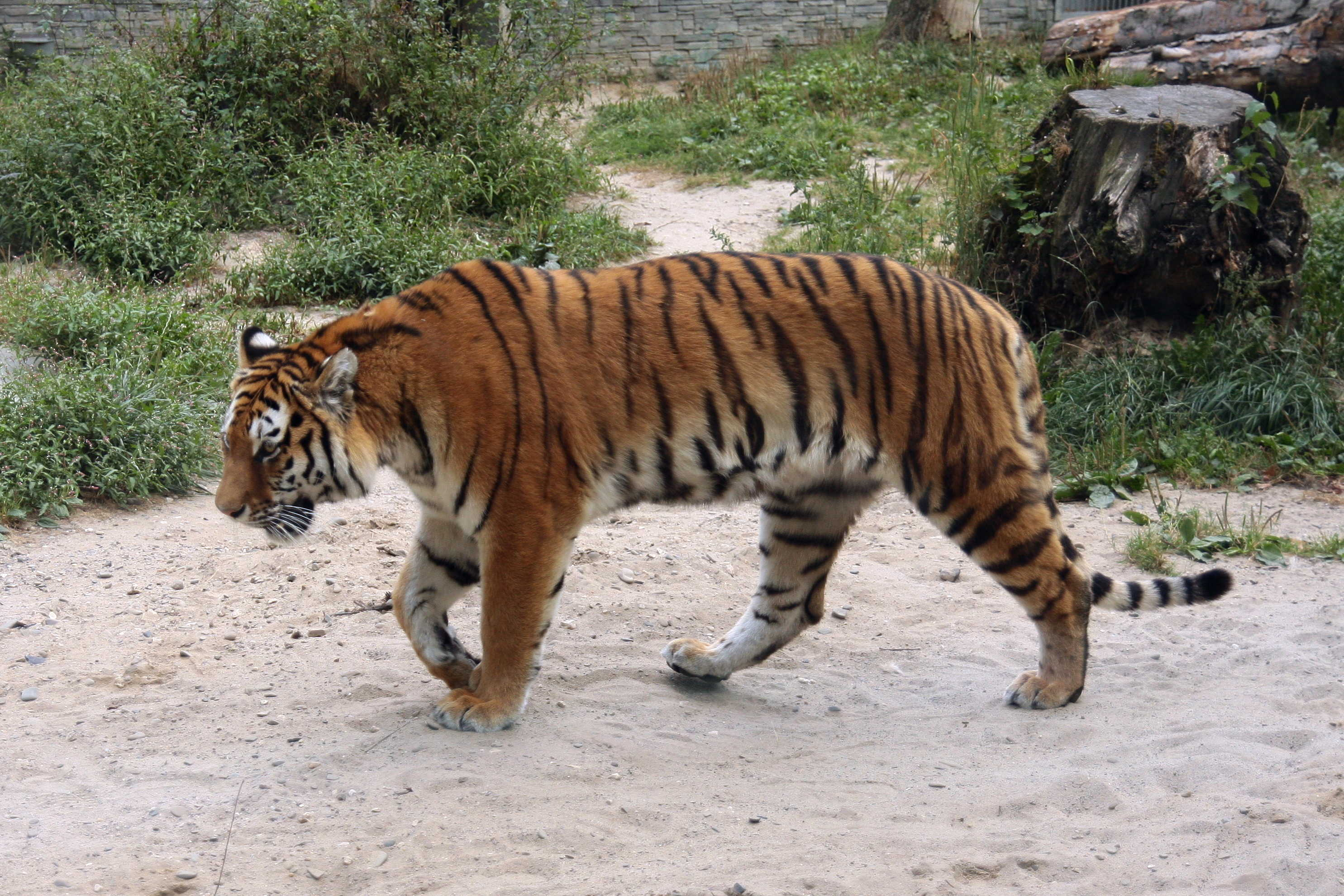
Tigre
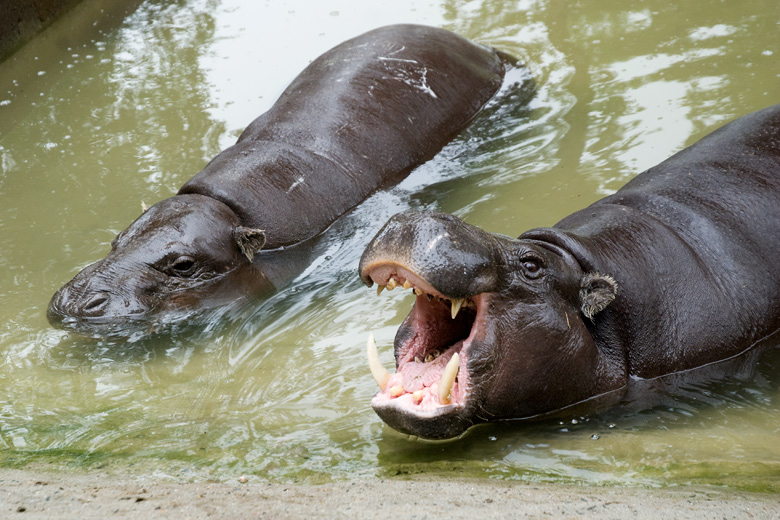
Ippopotami pigmei
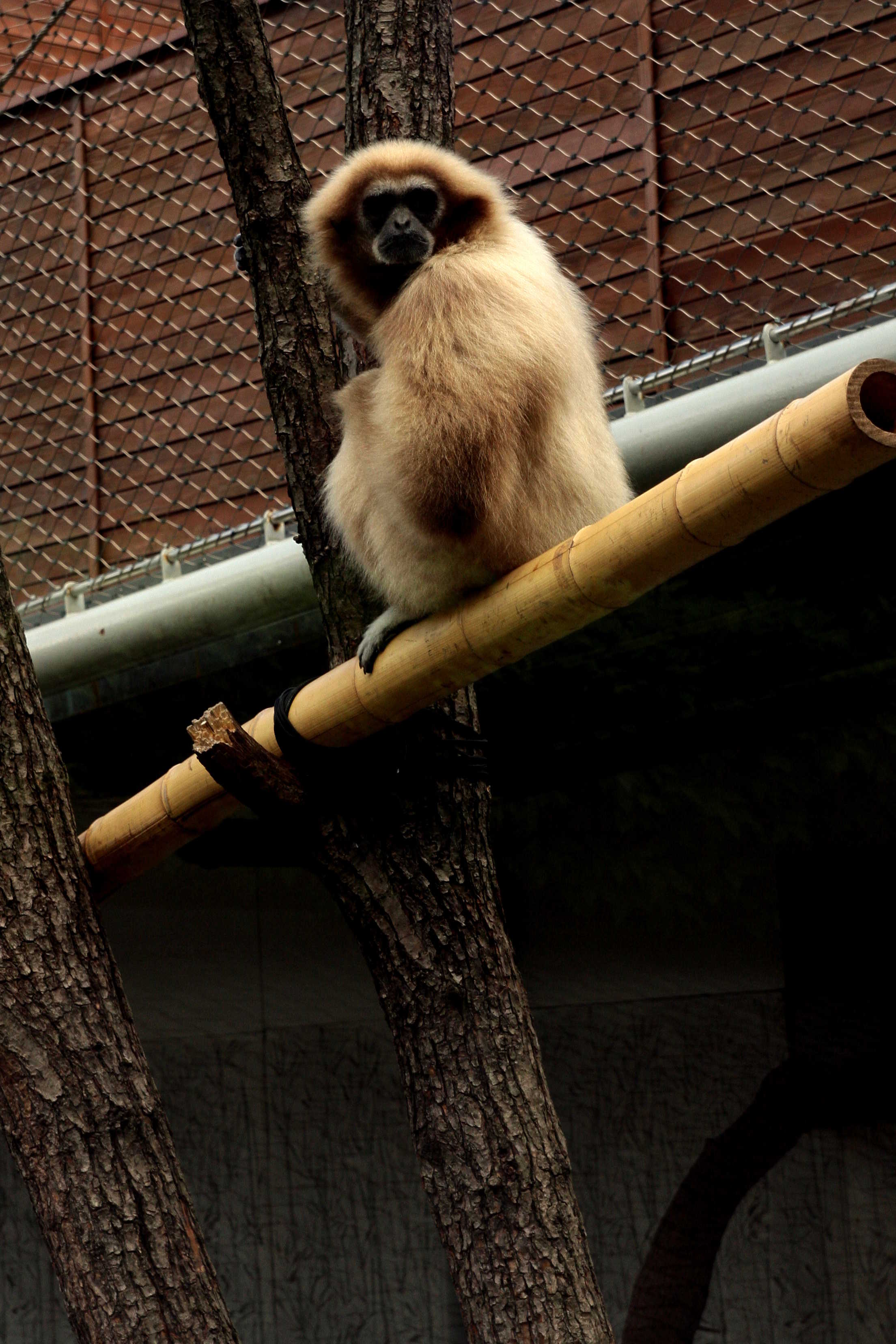
Lar
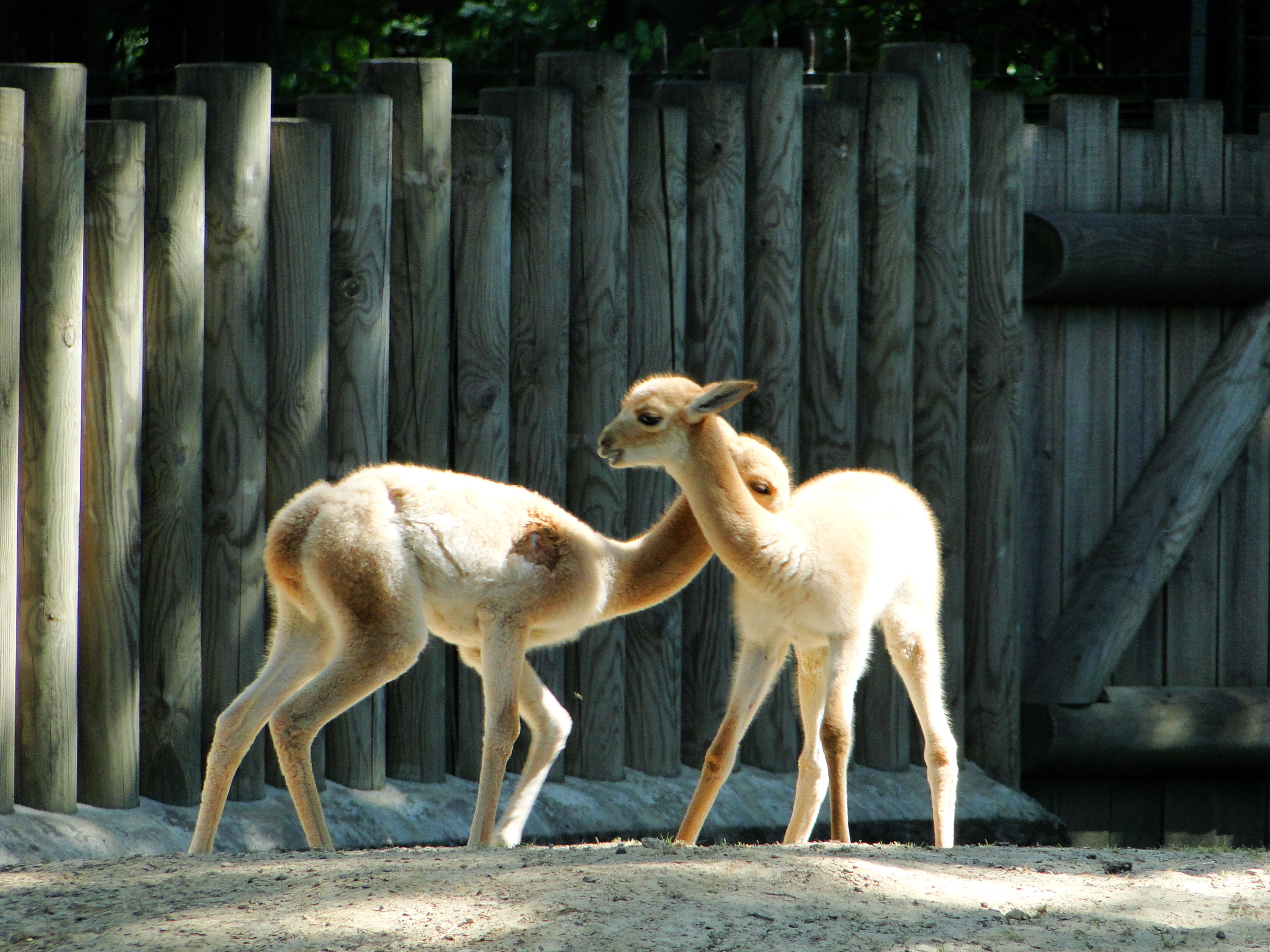
Vigogna
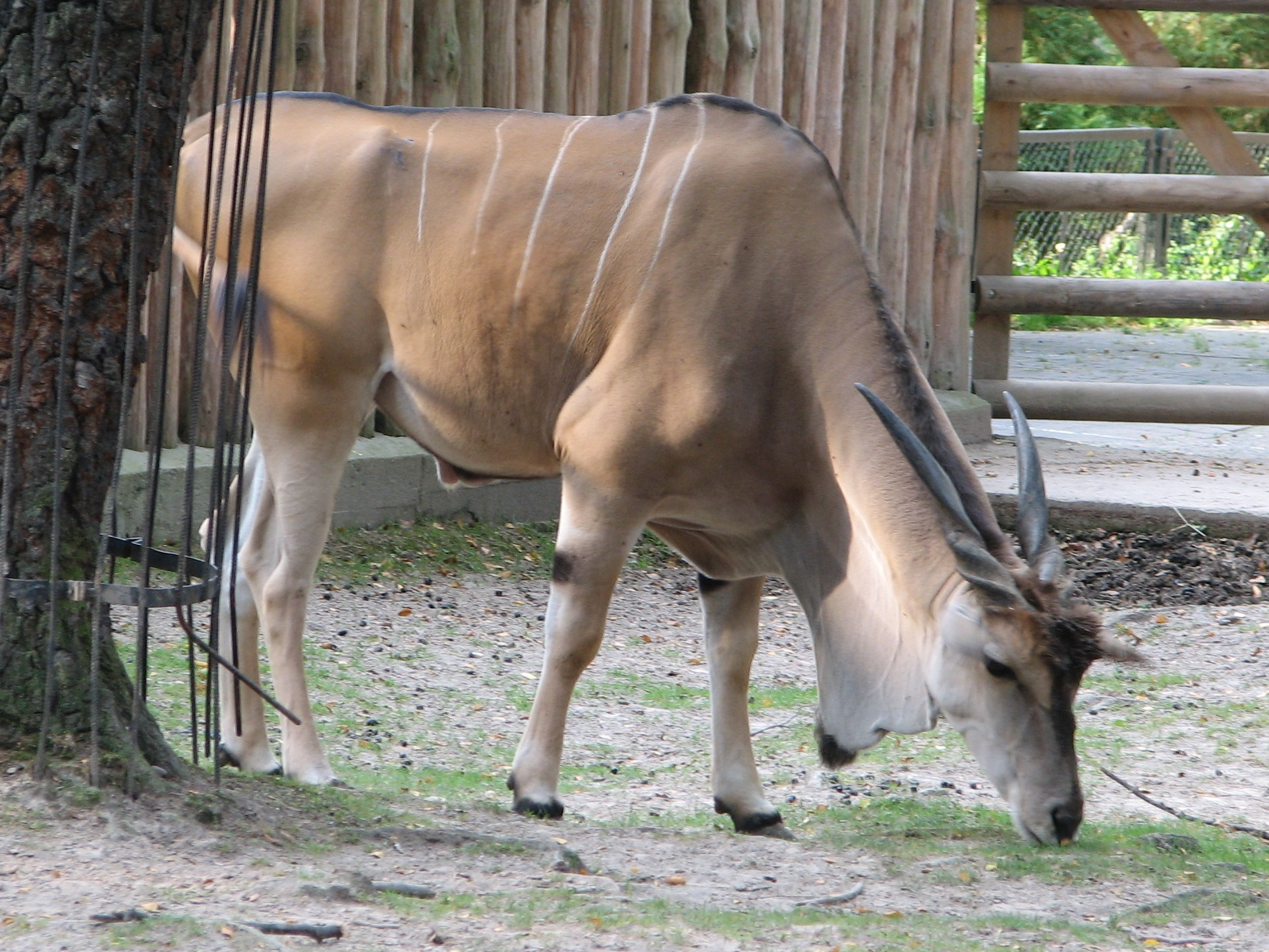
Antilope alcina
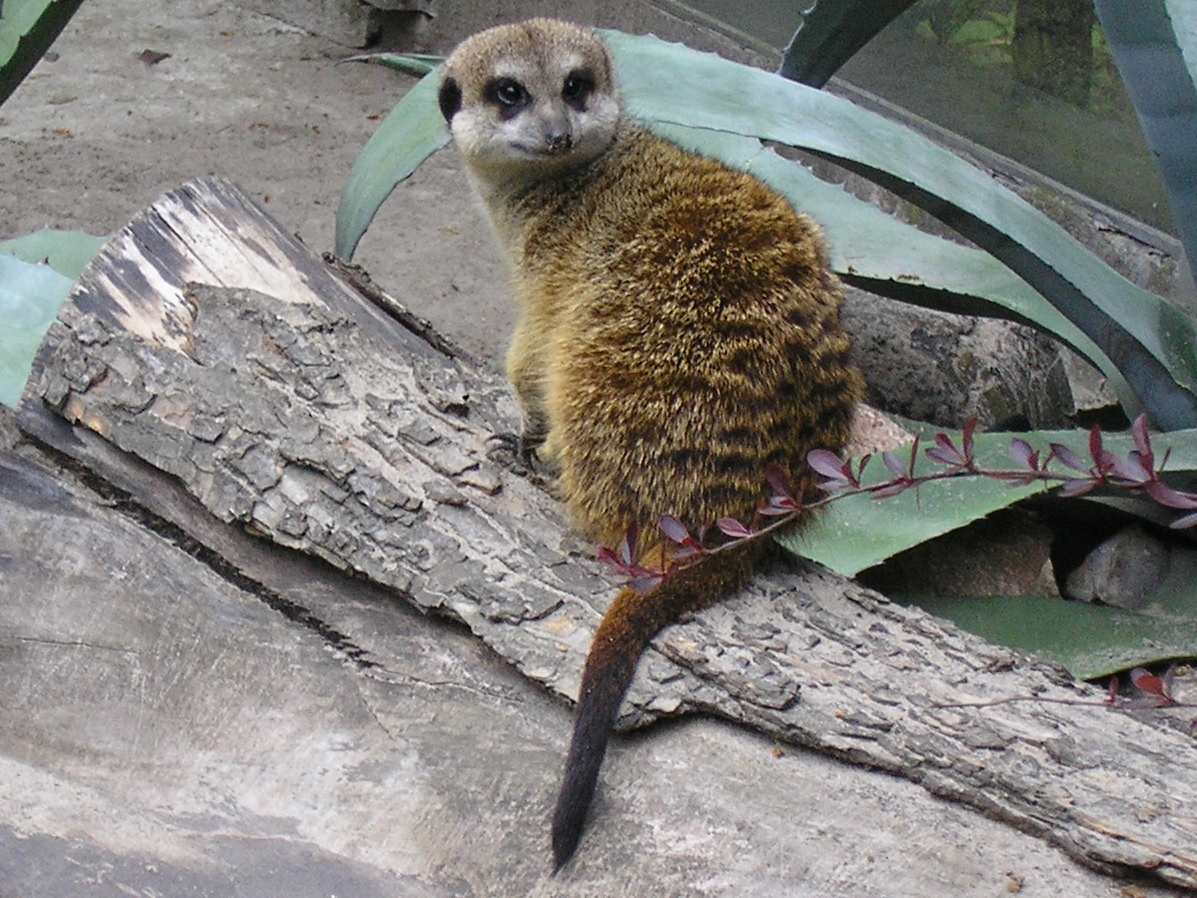
Suricato
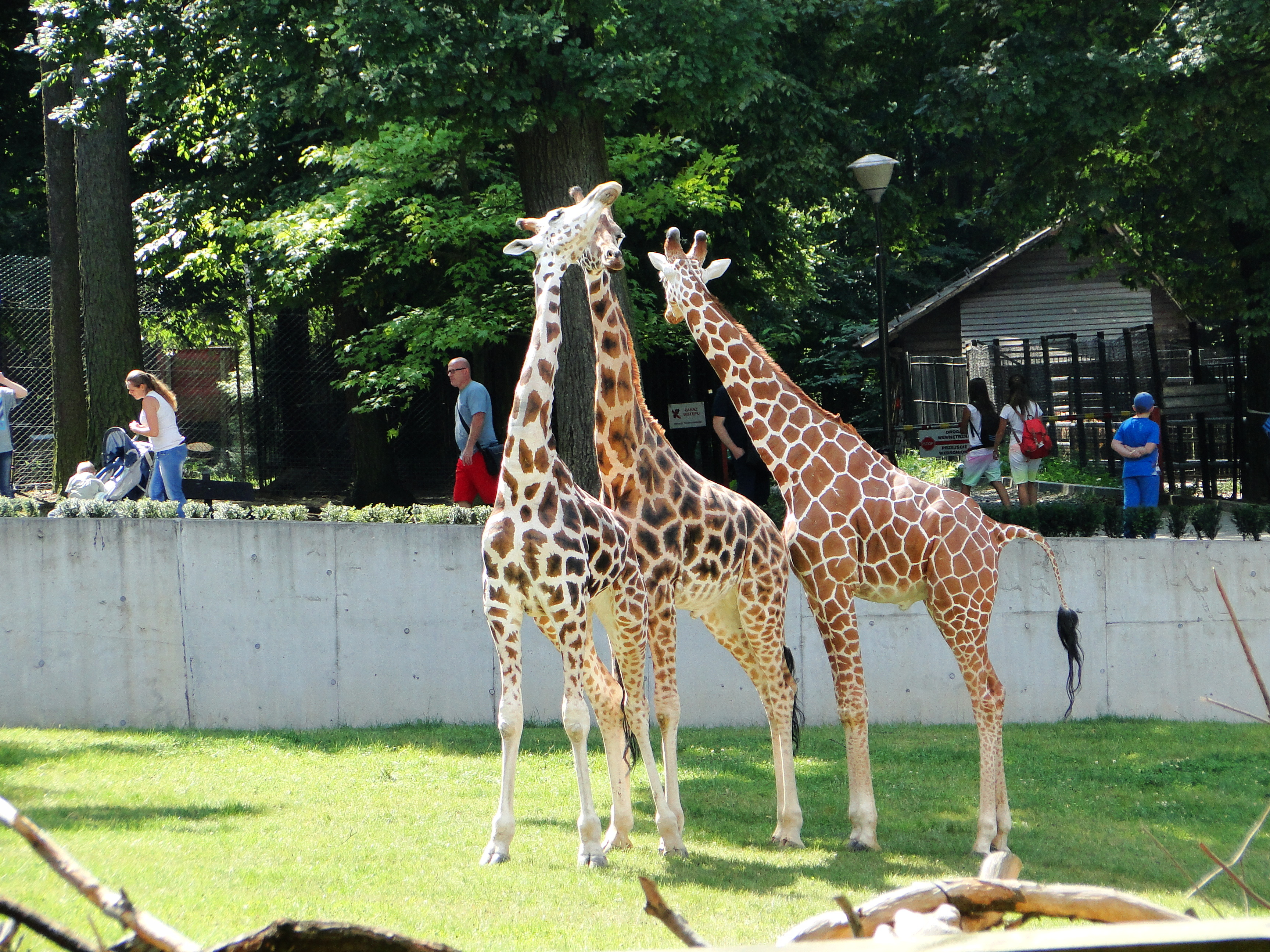
Giraffe
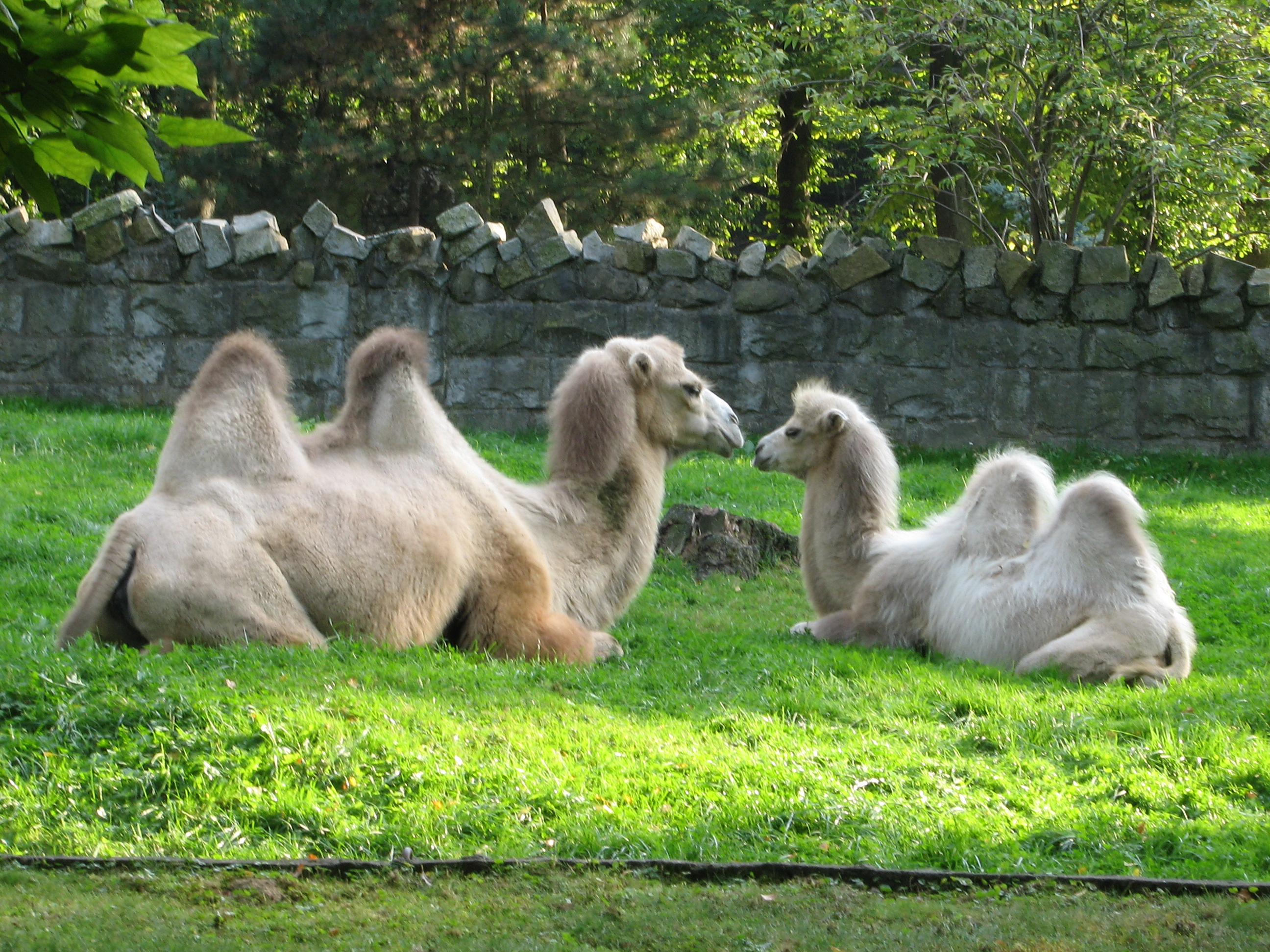
Cammelli